# Pasir Putih
Pasir Putih ist ein osttimoresisches Dorf im Suco Hera (Verwaltungsamt Cristo Rei, Gemeinde Dili), östlich der Landeshauptstadt Dili.

## Ortsname
Der Ortsname „Pasir Putih“' stammt aus dem Indonesischen und bedeutet „Weißer Sand“, was auf den Strand des Dorfes verweist. In der Landessprache Tetum, in die immer mehr Bezeichnungen aus der indonesischen Besatzungszeit (1975–1999) übersetzt werden, lautet der Name „Rai-henek Mutin“.

## Geographie
Pasir Putih liegt an der Nordostspitze des Sucos Hera, westlich des Ponta Hatomanulaho, das bereits zum Suco Sabuli (Verwaltungsamt Metinaro) gehört. Auch Pasir Putih und das gesamte Gebiet von dessen Aldeia Sucaer Laran waren bis zur Gebietsreform 2015 Teil von Sabuli. Ponta Hatomanulaho markiert auch das östliche Ende der Bucht von Hera, an dessen Ufer sich Pasir Putih befindet. Richtung landeinwärts begrenzt die nördliche Küstenstraße, die die Landeshauptstadt Dili mit Manatuto im Osten verbindet, das kleine Dorf.